# Alessandro Alberti

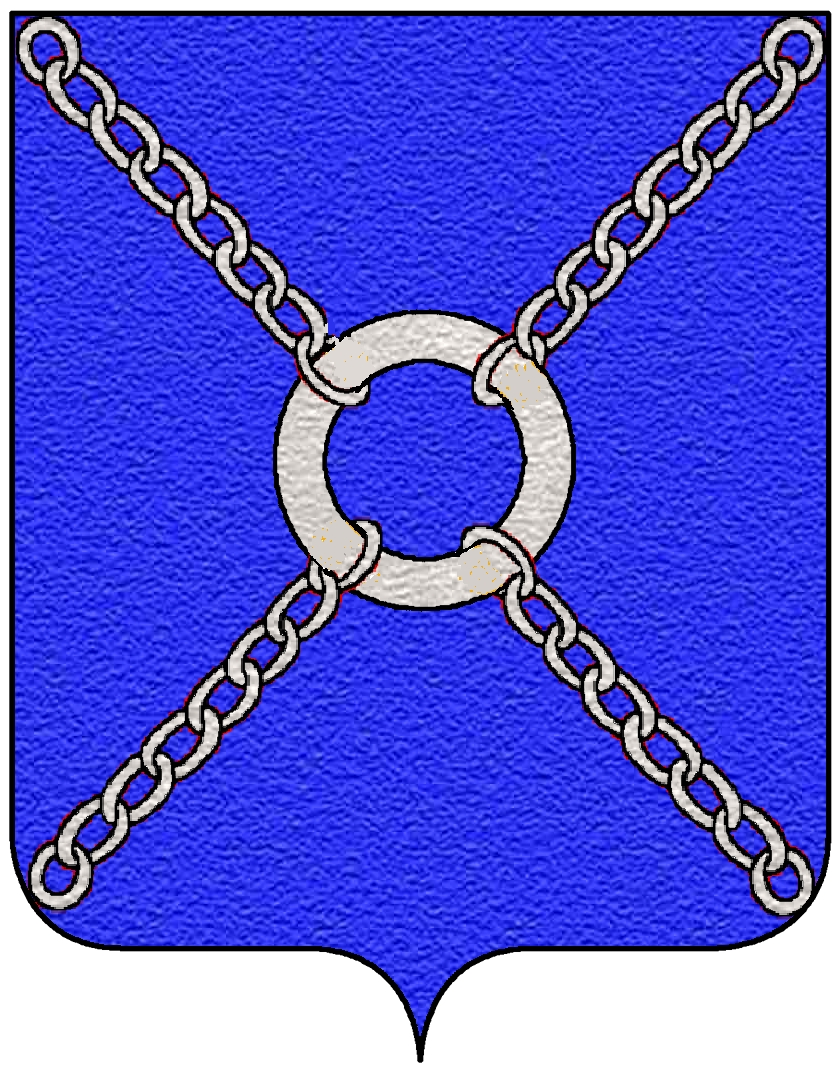
Stemma degli Alberti

Alessandro Alberti (fl. XIII secolo) vissuto nella seconda metà del XIII secolo figlio del conte Alberti Alberto V. Probabilmente fu il secondogenito e abbracciò la causa guelfa, a differenza del fratello Napoleone, ghibellino.

## Biografia
Per ragioni politiche e di interesse (Napoleone ereditò circa un quinto di quello destinato a Alessandro per disposizione paterna) i due si fecero una strenua guerra, effimeramente sopita dalla pace del Cardinale Latino Malabranca Orsini del 1280 dei quali trattati furono tra i firmatari.
Essi dovettero giungere a uno scontro fratricida tra il 1282 e il 1286. Dante li collocò all'Inferno tra i traditori dei parenti (Caina) quali esempi di anime tali che non ce n'era di degna più d'esser fitta in gelatina (cioè nel ghiaccio del Cocito, Inf. XXXII, 55,60).